# Кантон Золотурн
Кантон Золотурн (скраћеница SO) је кантон у северном делу Швајцарске. Седиште кантона је истоимени град Золотурн.

## Природне одлике
На северу кантон Золотурн својим енклавама излази на државну границу са Француском. Северна трећина кантона је у планинској области Јуре. Највиши врх је Хазенмат на 1.445 метара. Средишњи и јужни део у области Швајцарске висоравни, плодне и густо насељене. Најважнији њен део је долина реке Ар. Површина кантона је 791 km².

## Историја
Кантон Золотурн води порекло од оних подручја која су истовремено била под управом Берна и чије становништво било римокатоличко. Иако је ово подручје први пут било прикључено Швајцарској конфедерацији далеке 1481. г., данашњи кантон у оквиру конфедерације је образован тек у време владавине Наполеона.

## Окрузи
1. Бухегберг - седиште Михледорф,
2. Геу - седиште Ојензинген,
3. Гесген - седиште Нидергезген,
4. Дорнек - седиште Дорнах,
5. Золотурн - седиште Золотурн,
6. Леберн - седиште Гренхен,
7. Олтен - седиште Олтен,
8. Тал - седиште Балштал,
9. Тирсштајн - седиште Брајтембах,
10. Васерамт - седиште Кригштетен.

## Становништво и насеља
Кантон Золотурн је имао 254.444 становника 2008. г.
У кантону Золотурн се говори немачки језик, који је и једини званични. Становништво је подељено између римокатолика (44%) и протестаната (31%).
Највећи градови су:
- Олтен, 17.000 ст.
- Гренхен, 16.000 ст.
- Золотурн, 15.000 ст. - главни град кантона

## Привреда
Главне привредне активности су: пољопривреда (сир, дуван, воће) и индустрија прецизних ствари (часовници, накит, ауто-делови).

## Галерија слика
- Золотурн, главни град кантона
- Предео у равничарском делу Золотурна
- Барокне цркве као одлика римокатоличког Золотурна
- Највеће насеље кантона, град Олтен